# Repapa tenompokae
Repapa tenompokae är en insektsart som beskrevs av Otte, D. 1988. Repapa tenompokae ingår i släktet Repapa och familjen syrsor. Inga underarter finns listade i Catalogue of Life.